# Piacé

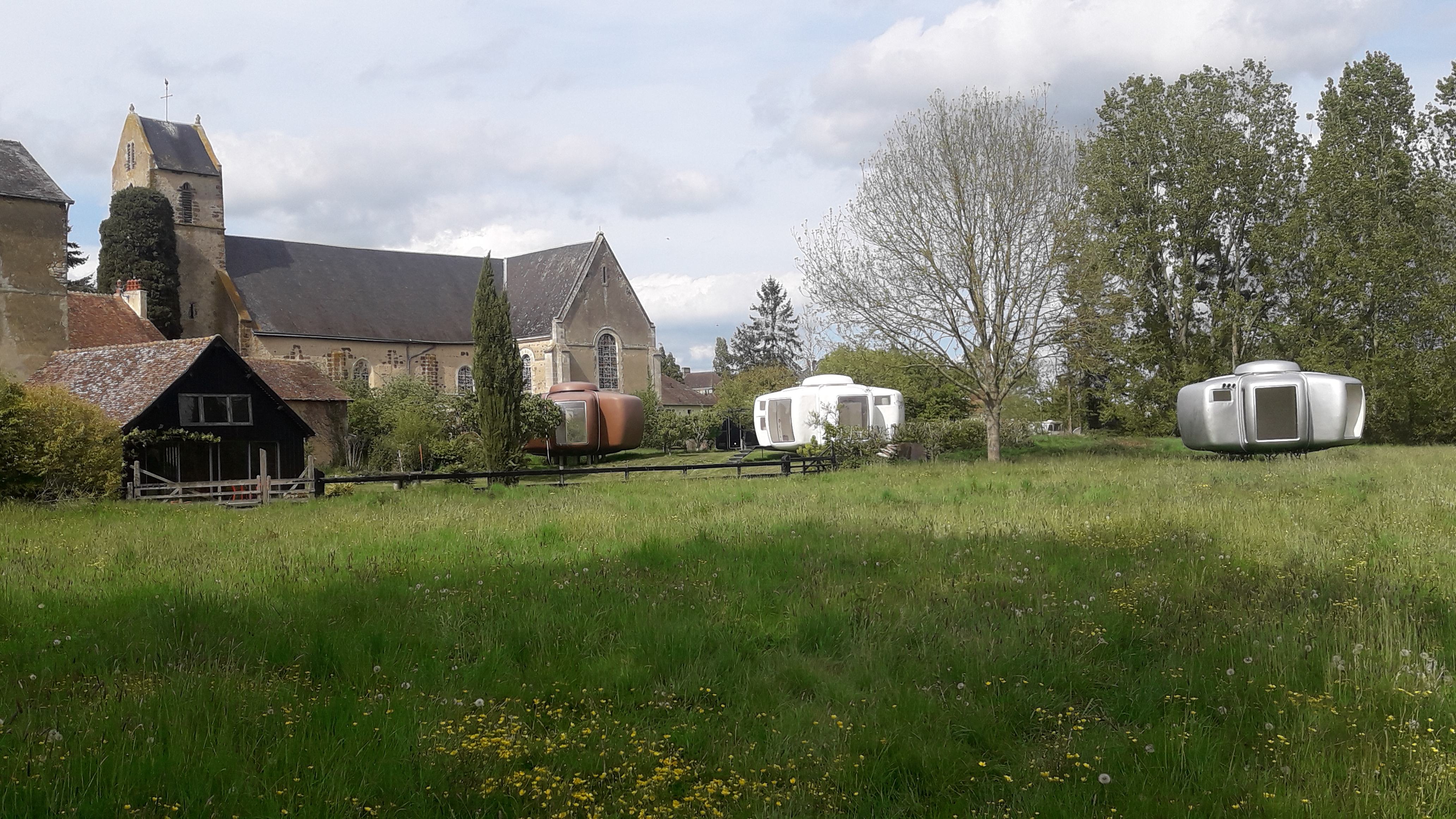
aperçu "Piacé le radieu"

Piacé est une commune française, située dans le département de la Sarthe en région Pays de la Loire, peuplée de 373 habitants.
La commune fait partie de la province historique du Maine, et se situe dans le Saosnois.

## Géographie
Située à 4 km au nord de son chef-lieu de canton Beaumont-sur-Sarthe, Piacé est bordée par la Sarthe au sud-ouest, par le Rosay-Nord à l'ouest et est traversée par la Bienne.

### Communes limitrophes
|                            | Saint-Germain-sur-Sarthe, Coulombiers | Chérancé |
| Moitron-sur-Sarthe         | Piacé                                 | Vivoin   |
| Saint-Christophe-du-Jambet | Juillé                                |          |

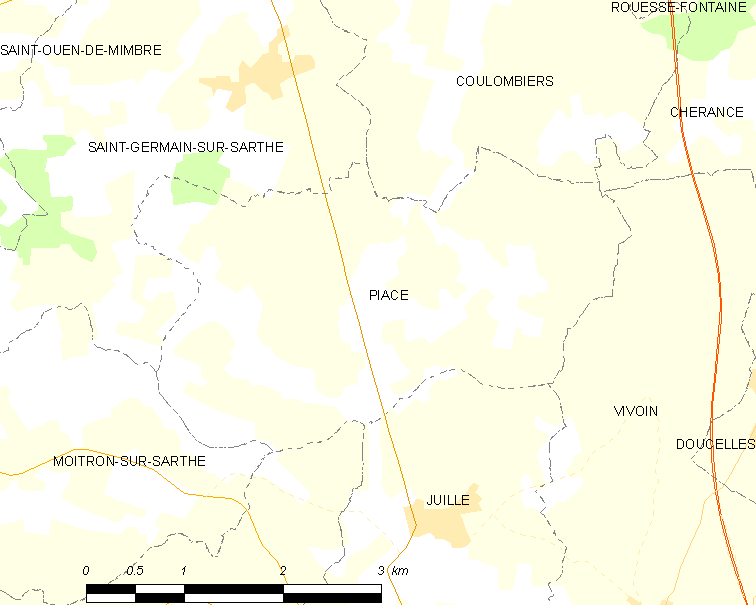
Carte de la commune.
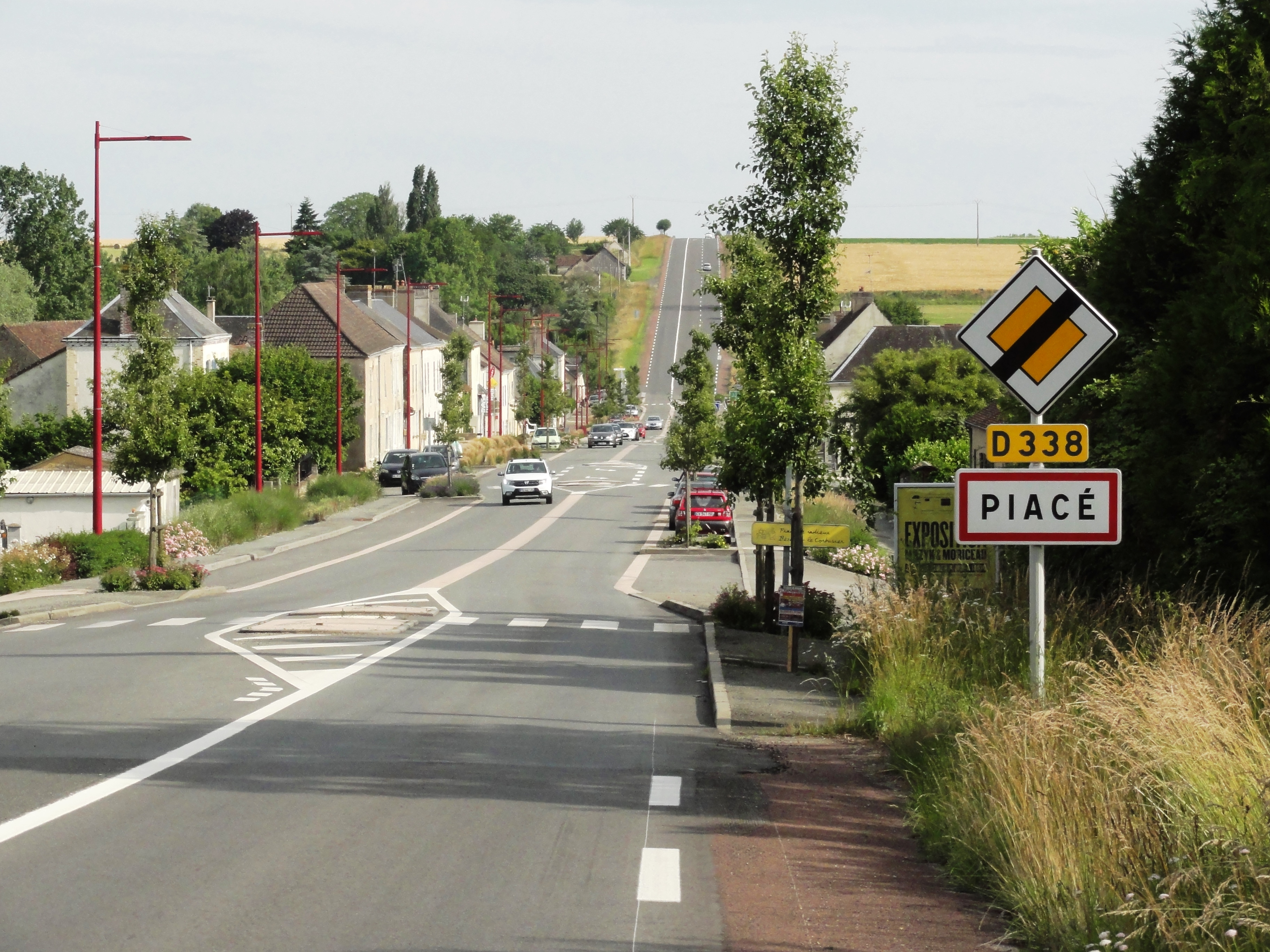
Entrée du bourg.
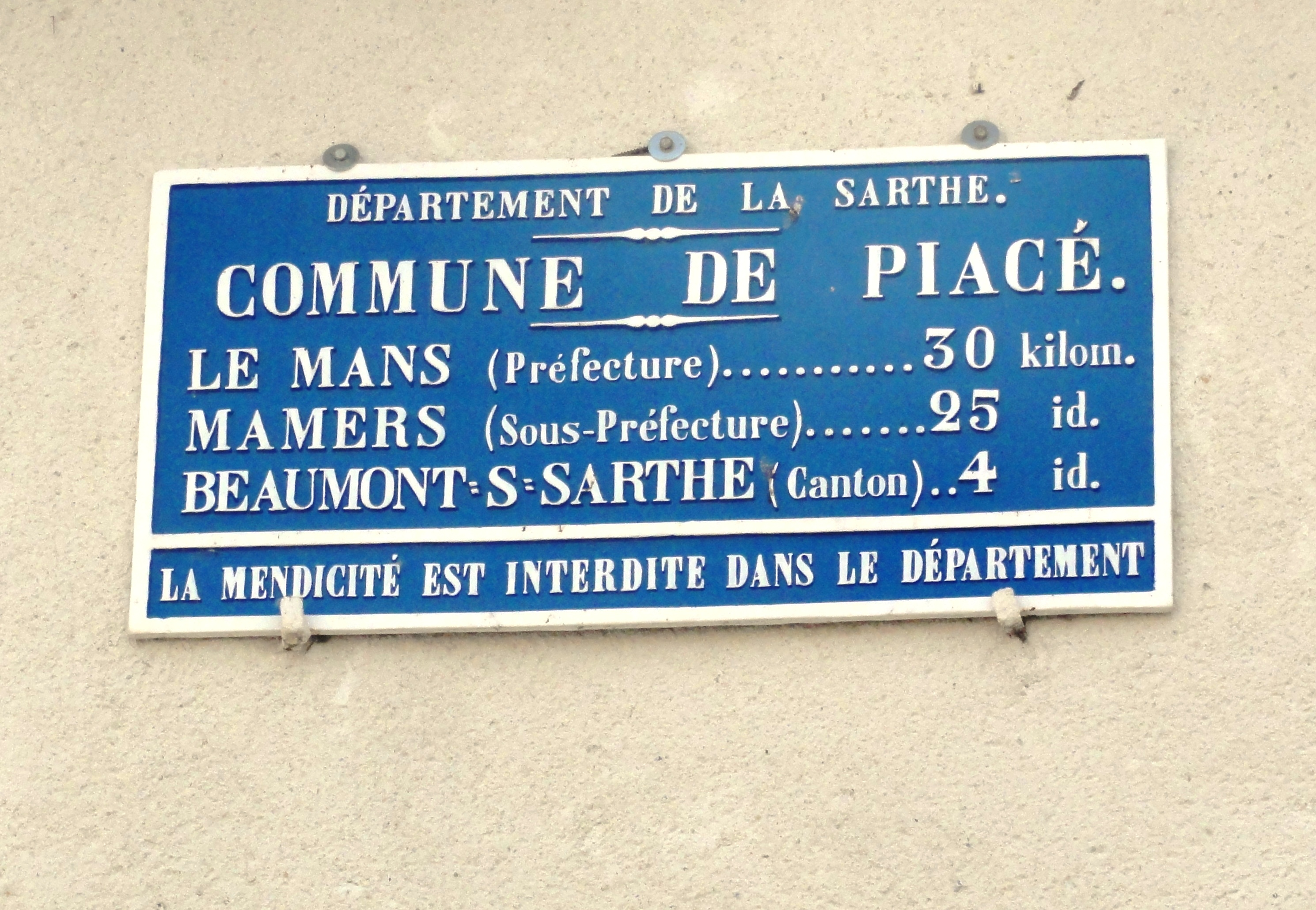
Plaque de cocher de la commune.
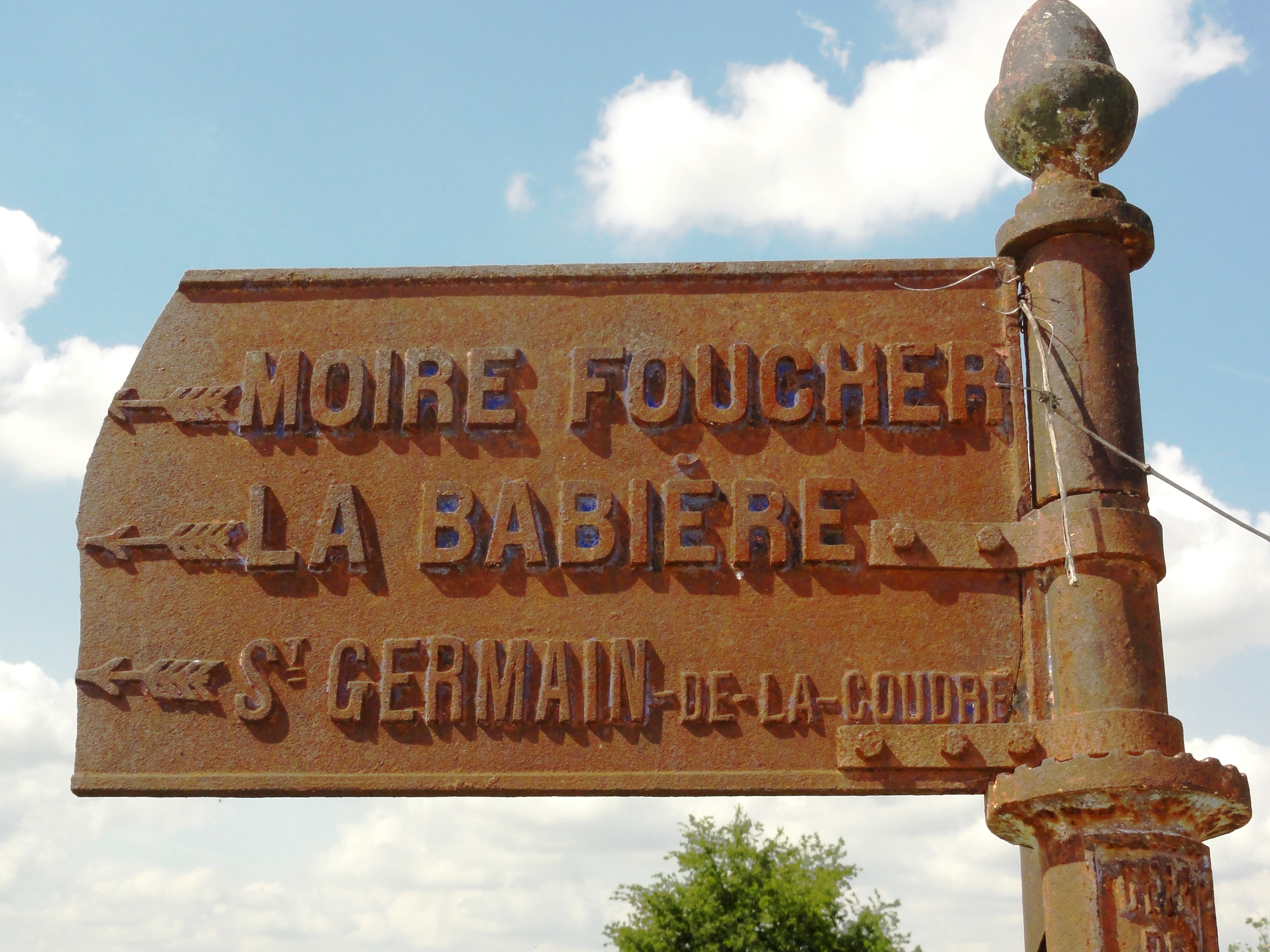
Plaque de cocher à Moiré la Haute, C5.

### Voies de communication
La commune est traversée par la RD 338 (ex-RN 138) reliant Rouen au Mans en passant par Alençon.

### Climat
Pour des articles plus généraux, voir Climat des Pays de la Loire et Climat de la Sarthe.
En 2010, le climat de la commune est de type climat océanique dégradé des plaines du Centre et du Nord, selon une étude du CNRS s'appuyant sur une série de données couvrant la période 1971-2000. En 2020, Météo-France publie une typologie des climats de la France métropolitaine dans laquelle la commune est dans une zone de transition entre le climat océanique et le climat océanique altéré et est dans la région climatique  Moyenne vallée de la Loire, caractérisée par une bonne insolation (1 850 h/an) et un été peu pluvieux. 
Pour la période 1971-2000, la température annuelle moyenne est de 10,6 °C, avec une amplitude thermique annuelle de 14,1 °C. Le cumul annuel moyen de précipitations est de 695 mm, avec 11,8 jours de précipitations en janvier et 7,4 jours en juillet. Pour la période 1991-2020, la température moyenne annuelle observée sur la station météorologique de Météo-France la plus proche, « Saint Germain_sapc », sur la commune de Fresnay-sur-Sarthe à 7 km à vol d'oiseau, est de 11,9 °C et le cumul annuel moyen de précipitations est de 695,6 mm,. Pour l'avenir, les paramètres climatiques de la commune estimés pour 2050 selon différents scénarios d'émission de gaz à effet de serre sont consultables sur un site dédié publié par Météo-France en novembre 2022.

## Urbanisme

### Typologie
Au 1er janvier 2024, Piacé est catégorisée commune rurale à habitat dispersé, selon la nouvelle grille communale de densité à sept niveaux définie par l'Insee en 2022.
Elle est située hors unité urbaine et hors attraction des villes,.

## Toponymie
Piacé de Place, emplacement.

## Histoire

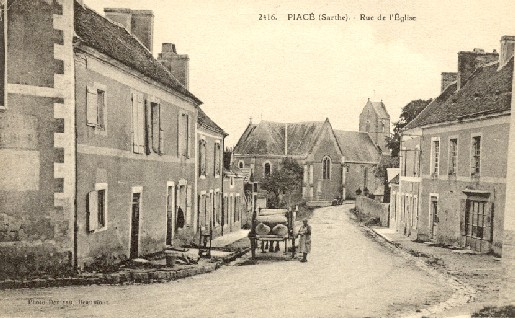
Vue ancienne du bourg de Piacé

Le 10 janvier 1785, avec l'autorisation de l'évêque du Mans, est bénite la grosse cloche de l'église de Piacé, nommée Marie Marthe. Le parrain est Louis René Marie de Chourses seigneur de Piacé, chevalier de l'Ordre de Saint-Louis, capitaine commandant d'infanterie et la marraine est Marthe Perrine Renée Gauvain, son épouse.
C'est à Piacé que devait se réaliser le projet « La ferme radieuse et village coopératif » en 1934, projet développé par Le Corbusier et Norbert Bézard.
En 2009, une exposition est créée retraçant l'histoire du projet architectural.

## Politique et administration
| Période                                  | Période  | Identité         | Étiquette | Qualité             |
| ---------------------------------------- | -------- | ---------------- | --------- | ------------------- |
| (avant 2001)                             | mai 2020 | Benoist Bouix    |           | Cadre dirigeant     |
| mai 2020                                 | En cours | Frédéric Denieul | SE        | Exploitant agricole |
| Les données manquantes sont à compléter. |          |                  |           |                     |

## Démographie
L'évolution du nombre d'habitants est connue à travers les recensements de la population effectués dans la commune depuis 1793. Pour les communes de moins de 10 000 habitants, une enquête de recensement portant sur toute la population est réalisée tous les cinq ans, les populations de référence des années intermédiaires étant quant à elles estimées par interpolation ou extrapolation. Pour la commune, le premier recensement exhaustif entrant dans le cadre du nouveau dispositif a été réalisé en 2005.
En 2022, la commune comptait 373 habitants, en évolution de −2,1 % par rapport à 2016 (Sarthe : −0,25 %, France hors Mayotte : +2,11 %).
| 1793 | 1800 | 1806  | 1821  | 1831  | 1836  | 1841  | 1846  | 1851  |
| ---- | ---- | ----- | ----- | ----- | ----- | ----- | ----- | ----- |
| 892  | 808  | 1 002 | 1 114 | 1 181 | 1 216 | 1 147 | 1 135 | 1 104 |

| 1856  | 1861  | 1866  | 1872 | 1876 | 1881 | 1886 | 1891 | 1896 |
| ----- | ----- | ----- | ---- | ---- | ---- | ---- | ---- | ---- |
| 1 094 | 1 106 | 1 040 | 978  | 919  | 805  | 720  | 690  | 630  |

| 1901 | 1906 | 1911 | 1921 | 1926 | 1931 | 1936 | 1946 | 1954 |
| ---- | ---- | ---- | ---- | ---- | ---- | ---- | ---- | ---- |
| 619  | 601  | 584  | 518  | 558  | 498  | 494  | 494  | 503  |

| 1962 | 1968 | 1975 | 1982 | 1990 | 1999 | 2005 | 2006 | 2010 |
| ---- | ---- | ---- | ---- | ---- | ---- | ---- | ---- | ---- |
| 462  | 426  | 375  | 366  | 325  | 337  | 355  | 358  | 361  |

| 2015 | 2020 | 2022 | - | - | - | - | - | - |
| ---- | ---- | ---- | - | - | - | - | - | - |
| 377  | 373  | 373  | - | - | - | - | - | - |

## Économie
- Commune rurale avec des fermes agricoles.
- Les commerces profitaient du passage de la route du Mans à Alençon, mais l'activité commerciale a souffert de la construction de l'autoroute.

## Lieux et monuments
- Église Notre-Dame des XIe et XIIIe siècles.
- Chapelle du prieuré Saint-Léger, du XIIIe siècle, inscrite au titre des monuments historiques en 1988[19].
- Monument aux morts.
- Ancien moulin de Blaireau.
- Pont médiéval dit Pont aux Ânes.
- Éolienne ancienne au lieu-dit La Morillonnerie.

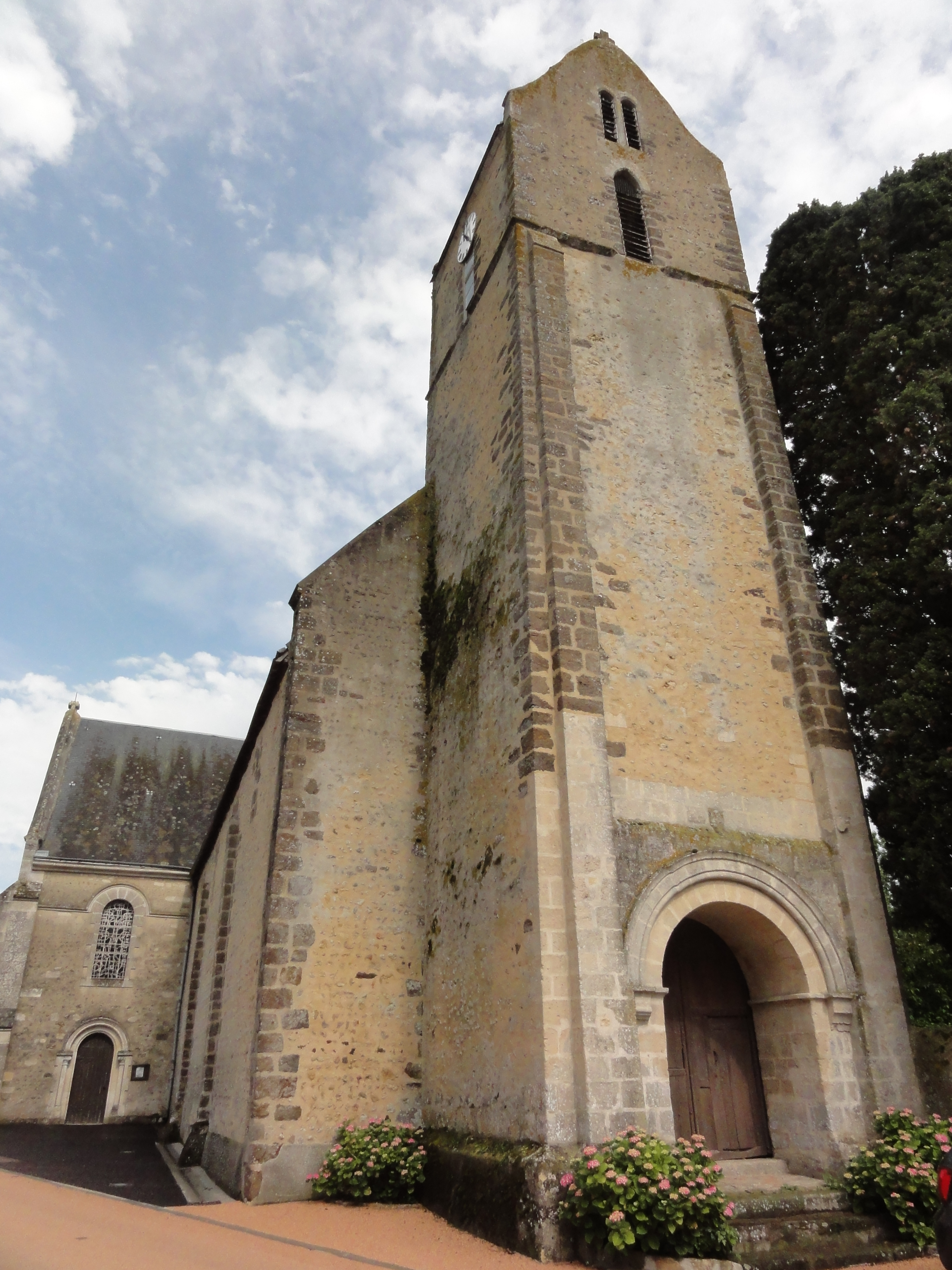
Église Notre-Dame.
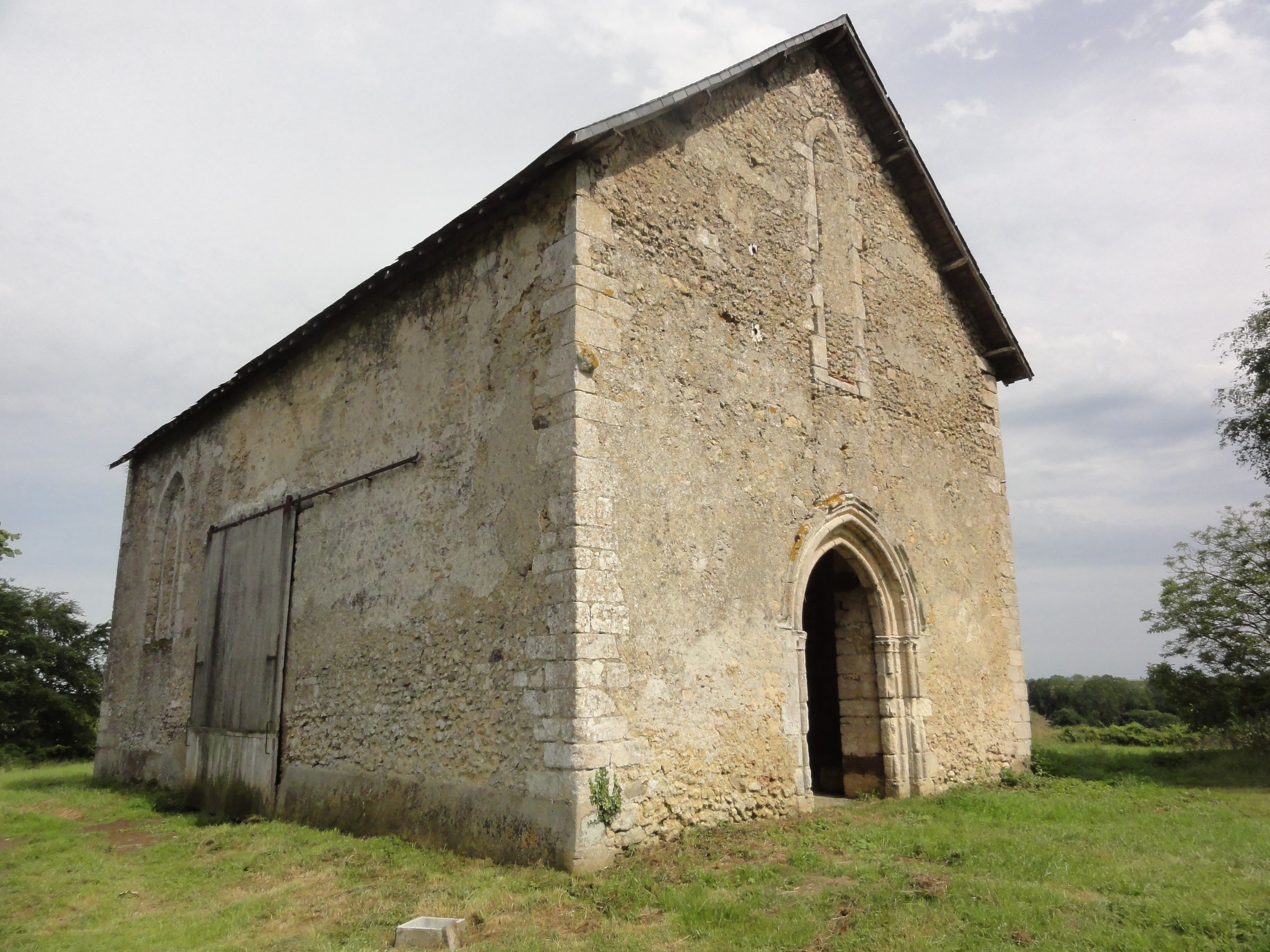
Chapelle du prieuré.
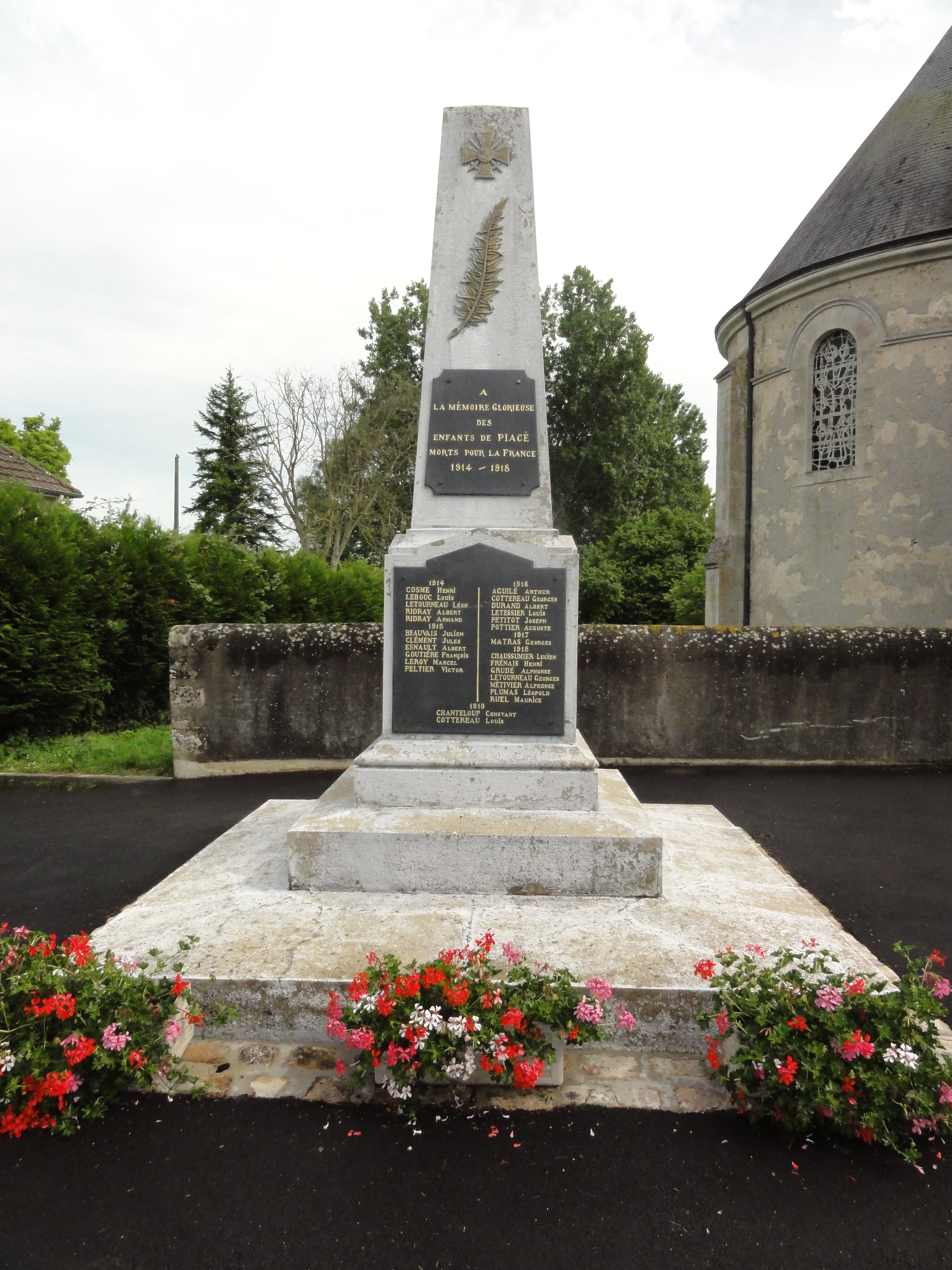
Monument aux morts.
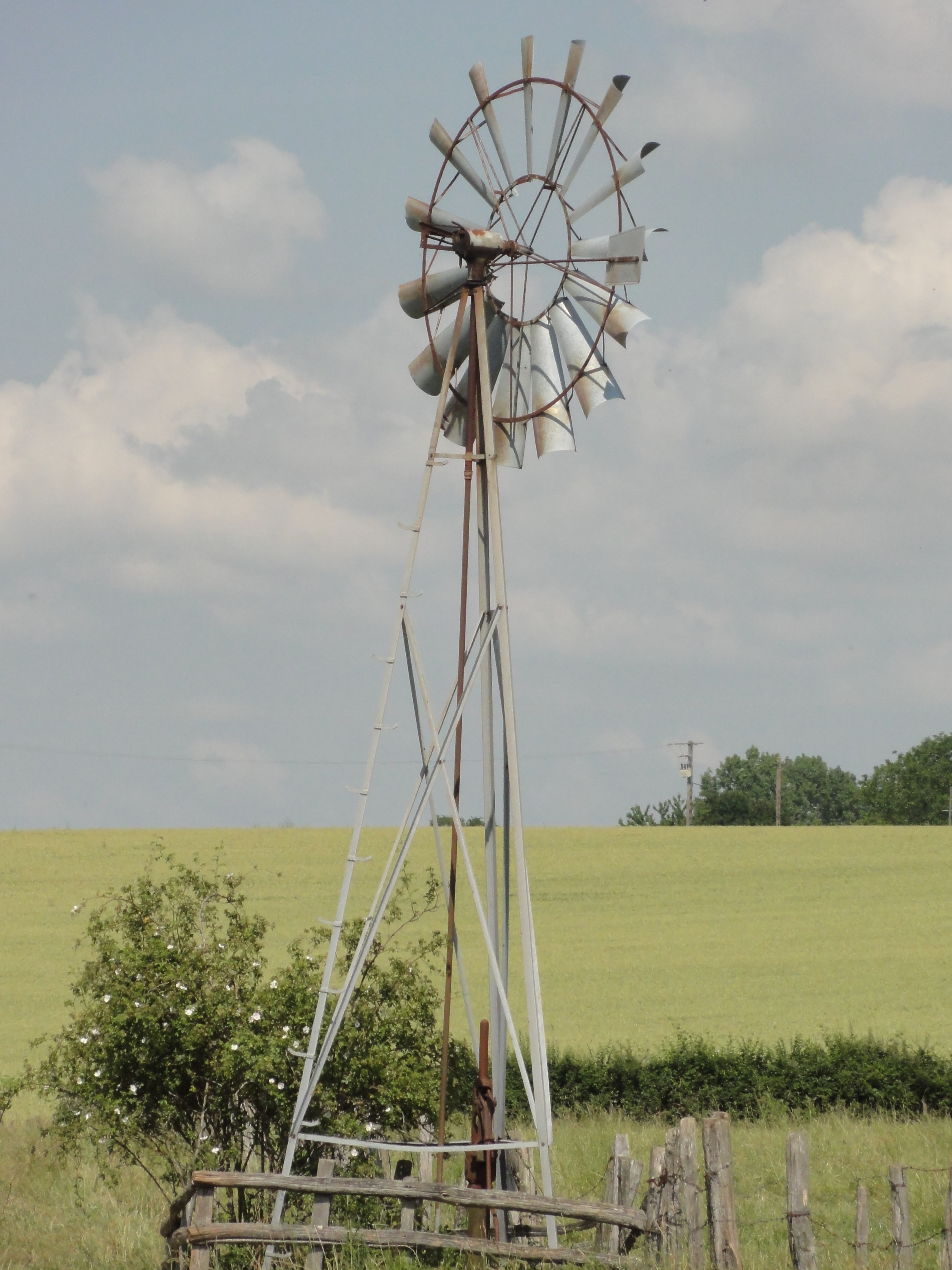
Éolienne de La Morillonnerie.

## Personnalités liées
- Norbert Bézard, militant syndicaliste, céramiste et peintre. À l'origine du projet de ferme et village coopératifs avec Le Corbusier, non construit.
- Fernand Chatelain (1899-1988), né à Piacé, créateur d'un jardin d'art brut à Fyé.
- Le Corbusier, architecte-urbaniste. À l'origine du projet de ferme et village coopératifs avec Norbert Bézard, non construit.
- Laurent Ropa (Xhagra (Gozo) 25 décembre 1891 - Piacé 29 mars 1967), écrivain.